# Palisades Park
Palisades Park és una població dels Estats Units a l'estat de Nova Jersey. Segons el cens del 2008 tenia 19.375 habitants.

## Demografia
Segons el cens del 2000, Palisades Park tenia 17.073 habitants, 6.247 habitatges, i 4.447 famílies. La densitat de població era de 5.447,9 habitants/km².
Dels 6.247 habitatges en un 30,6% hi vivien nens de menys de 18 anys, en un 54,9% hi vivien parelles casades, en un 10,4% dones solteres, i en un 28,8% no eren unitats familiars. En el 22,9% dels habitatges hi vivien persones soles el 8,1% de les quals corresponia a persones de 65 anys o més que vivien soles. El nombre mitjà de persones vivint en cada habitatge era de 2,73 i el nombre mitjà de persones que vivien en cada família era de 3,2.
Per edats la població es repartia de la següent manera: un 19,4% tenia menys de 18 anys, un 9,1% entre 18 i 24, un 37,8% entre 25 i 44, un 21,7% de 45 a 60 i un 12,1% 65 anys o més.
L'edat mediana era de 36 anys. Per cada 100 dones de 18 o més anys hi havia 97,8 homes.
La renda mediana per habitatge era de 48.015 $ i la renda mediana per família de 54.503 $. Els homes tenien una renda mediana de 37.204 $ mentre que les dones 31.997 $. La renda per capita de la població era de 22.607 $. Aproximadament el 8,5% de les famílies i el 9,7% de la població estaven per davall del llindar de pobresa.

## Poblacions més properes
El següent diagrama mostra les poblacions més properes.